# Air Comet
Air Comet was een Spaanse luchtvaartmaatschappij met haar thuisbasis in Madrid. De luchtvaartmaatschappij voerde vluchten uit tussen Europa en Zuid-Amerika.

## Geschiedenis
Air Comet is opgericht in 1996 als Magic Airlines in Palma de Mallorca. In 1997 werd de naam gewijzigd in Air Plus Comet en de thuisbasis verlegd naar Madrid. In 2006 werd de naam ingekort tot Air Comet.
Op 21 december 2009 gaf het bedrijf aan per direct alle vluchten te staken, nadat het een rechtszaak had verloren tegen een financier. In maart 2010 kwamen stewardessen van Air Comet met een naaktkalender, omdat Air Comet ze nog ruim negen maanden aan loon verschuldigd was, met deze actie probeerden ze de aandacht hierop te vestigen.